# Disonycha brevicornis
Disonycha brevicornis är en skalbaggsart som beskrevs av Schaeffer 1931. Disonycha brevicornis ingår i släktet Disonycha och familjen bladbaggar. Inga underarter finns listade i Catalogue of Life.